# Albert Mettens
Albert Mettens (Anderlecht, 8 februari 1912 - 22 mei 2003) is een gewezen Belgische voetballer. Hij voetbalde in zijn carrière voor onder meer SC Anderlecht en RFC La Rhodienne. Na zijn actieve carrière werd hij bestuurslid van RSC Anderlecht. Mettens is de neef van François De Wael, Gaston De Wael en Charles Bové. Zij speelden alle drie voor Anderlecht.

## Biografie
Mettens sloot zich tijdens het interbellum aan bij voetbalclub SC Anderlecht, waar hij tot 1937 bleef voetballen. Hij was er ploeggenoot van onder andere Constant Vanden Stock, die later voorzitter van Anderlecht werd. In 1931 werd Mettens topschutter van Anderlecht. Enkele jaren later promoveerde hij met de club naar Eerste Klasse.
In 1937 stapte Mettens over naar Racing Club de Bruxelles. Daar hield hij het na twee seizoenen voor gezien. Vanaf dat moment wisselde hij voortdurend van club. Hij speelde voor FCUW Ciney, SC Elsene en twee keer voor CS Florennois. Zijn carrière sloot hij af bij RFC La Rhodienne.
Na zijn carrière werd Mettens trainer, van onder meer van RCS de Schaerbeek. Nadien belandde hij opnieuw bij Anderlecht. Eerst werd hij er verantwoordelijk voor de jeugdploegen van Anderlecht, later zetelde hij in de Raad van Beheer en werd hij een van de vertrouwelingen van voorzitter Vanden Stock. Mettens werd erelid van de Koninklijke Belgische Voetbalbond (KBVB).